# Leucadendron meyerianum
Leucadendron meyerianum är en tvåhjärtbladig växtart som beskrevs av Heinrich Wilhelm Buek och Meissn.. Leucadendron meyerianum ingår i släktet Leucadendron och familjen Proteaceae. Inga underarter finns listade i Catalogue of Life.